# 연방형사청

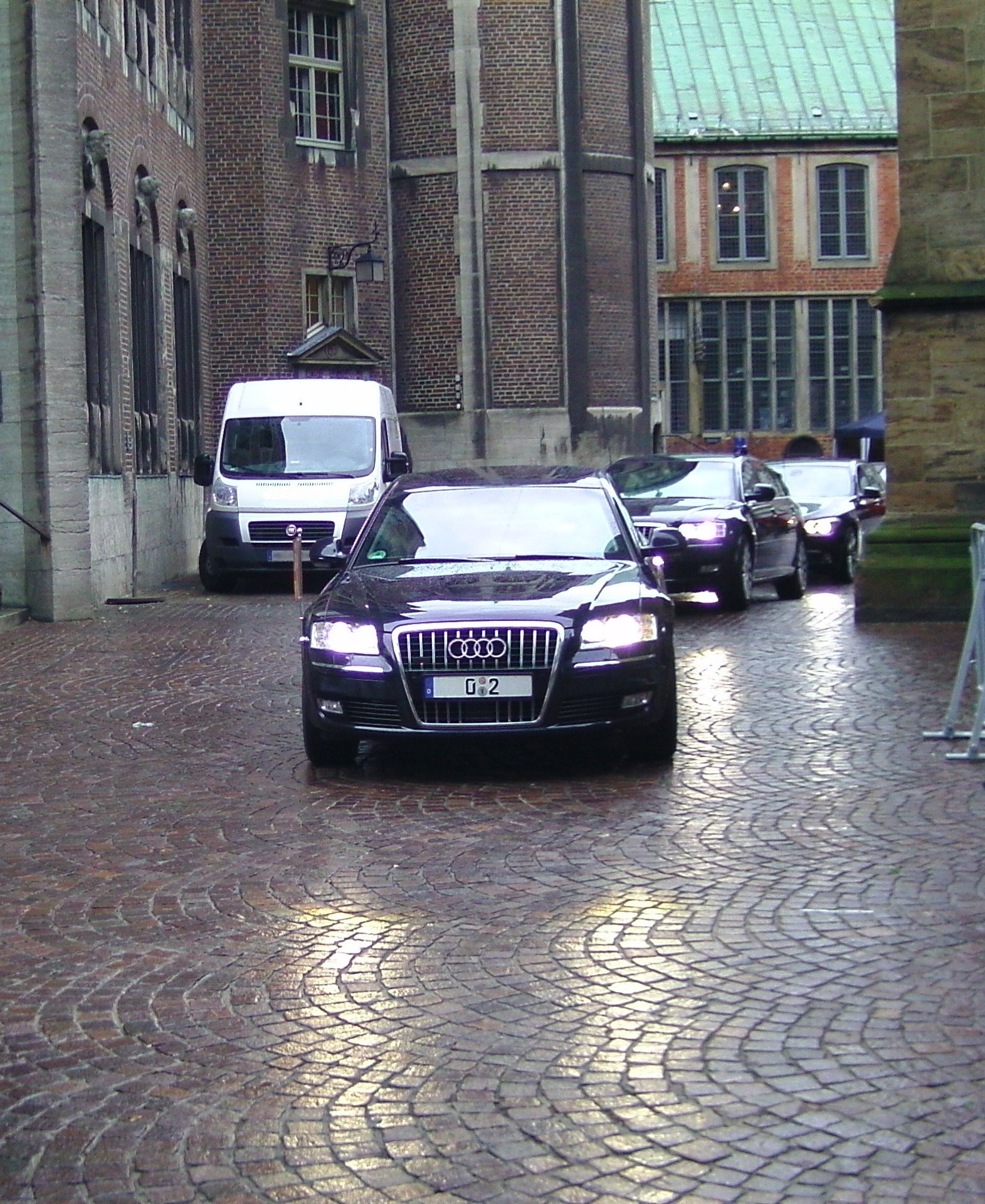

연방형사청 또는 연방범죄수사청(독일어: Bundeskriminalamt; BKA)은 독일의 연방 사법경찰기관이다. 내무부 직속 기관이며, 본청은 헤센 주의 비스바덴에 있다. 2014년 10월 이후 청장은 홀거 뮌히이다.
연방형사청은 지방경찰력과 주정부가 서로 협조하도록 조정하고, 국제조직범죄 및 테러리즘과 같은 국가안보에 관련된 사안들을 수사한다. 헌정기관 요인들과 연방증인을 보호하는 것도 임무이다. 각 주정부 당국 또는 연방내무장관의 요청이 있을 때는 특정 사건에 대한 수사를 맡을 수 있다. 1951년 3월 15일 창설되었다.

## 배경 및 근거

### 설립근거[1]및 관계법령
- 「독일기본법」 (Grundgesetz) : 연방정부는 독일기본법 제73조 제9a호 및 제 10호, 제37조 제1항에 따라 수사경찰의 분야에서 연방과 주의 공동협력, 국제적 범죄 및 테러진압을 위한 연방경찰기구의 설치에 관한 독점적 입법권을 가진다.
- 「연방범죄수사청의 설치에 관한 법률」 (Gesetz über die Einrichtung eines Bundeskriminalpolizeiamtes) : 독일기본법상의 입법권에 근거하여 연방정부는 1951년 3월 8일 본 법률을 제정하여 연방범죄수사청을 설치하였다.
- 「연방범죄수사청 및 연방과 주의 형사경찰사무 협력에 관한 법률」 (Gesetz über das Bundeskriminalamt un die Zusammenarbeit des Bundes und der Länder in kriminalpolizeilichen Angelegenheiten, Bundeskriminalamtgesetz - BKAG)

## 임무[2]

### 수사
국제 범죄 및 중대 범죄 중 특정 영역에 있어서 연방범죄수사청은 직접 형사 소추 임무를 담당하며, 독자적인 관할 안에서 혹은 위임을 통해서 수사를 진행한다.

### 국제 공조
국가 간의 경계를 넘거나 국제적으로 연계되어 있는 범죄자들이 점차 늘어나고 있다. 따라서 범죄 대응 역시 국제적인 연계 하에 이뤄져야만 한다. 연방범죄수사청은 이러한 치안 당국 간의 협력 관계에 적극적으로 동참하고 있다.

### 경호 임무
국가의 기능을 보장하기 위해 연방범죄수사청은 연방헌법기관의 구성원들을 보호한다. 자체적인 수사 절차에서 증인을 보호하는 일 역시 연방범죄수사청이 수행한다.

### 행정 기능
연방범죄수사청에는 특별한 행정 기능이 부여되어 있다. 무기법의 규정에 상응하는 대상들의 등급 분류하는 기능, 그리고 상공조례의 기준에 따라 소위 위험하지 않은 오락 행위에 대한 납세 증명을 교부하는 기능이다.

### 중앙경찰기관으로서의 역할
연방범죄수사청은 독일 경찰의 중추 기관이다. 이러한 역할과 관련하여 연방범죄수사청은 정보, 업무수행, 노하우 등을 제공함으로써 경찰 기관들을 지원한다.

### 위험 대응 권한
특정한 조건 하에서 연방범죄수사청은 일반적으로 각 연방주의 경찰이 관할하는 국제 테러리즘의 위협에 관한 위험 대응 권한을 갖는다.

## 구성 및 조직

### 수뇌부
연방범죄수사청은 한 명의 청장과 복수의 부청장(현재는 세 명)을 중심으로 한 수뇌부에 의하여 운영된다. 또한, 독일 연방경찰, 연방 경찰교육센터 등의 연방 경찰 기관들과 함께 연방 내무부에 소속되어 연방 내무부의 감독을 받는다.

#### 1. 연방범죄수사청 청장 (Präsident des Bundeskriminalamtes)

##### 임명 및 지위
연방범죄수사청 청장은 경찰공무원으로서 연방 내무부 장관의 제청에 따라 종신직으로 임명된다. 실제로 역대 청장의 재임 기간을 확인해보면 일반 중앙행정기관의 기관장과 비교했을 때 재임 기간이 상당히 긴 편이다. 다만, 연방 내무부 장관은 연방범죄수사청 청장을 조기 해임할 수 있다.
청장은 호봉체계상 B9 등급에 해당하는 급여를 받는다.

##### 현재 청장
- 2014년 ~ 현재 : 홀거 뮌히(Holger Münch)

##### 역대 청장
- 2004년 ~ 2014년 : 요외르크 치어케(Jörg Ziercke), 사회민주당(SPD) 소속
- 1996년 ~ 2004년 : 클라우스 울리히 케어스텐(Klaus Ulrich Kersten)
- 1990년 ~ 1996년 : 한스-루트비히 차허트(Hans-Ludwig Zachert), 부청장에서 승진

## 타기관과의 관계

### 상급기관
앞서 언급된 바와 같이 연방 내무부 소속 기관으로, 연방 내무부의 감독을 받는다. 청장 역시 내무부 장관의 제청에 따라 총리가 임명한다.